# Indigo (färg)
| Ett sätt att dela upp färgspektrum | Ett sätt att dela upp färgspektrum                                                                                      | Ett sätt att dela upp färgspektrum                                                                                      | Ett sätt att dela upp färgspektrum                                                                                      |
| ---------------------------------- | --- | --- | --- |
|                                    | | | |
|                                    | | | |
|                                    | Färg | Våglängd (nm) | Frekvens (THz) |
|                                    | Röd | 625–740 | 480–405 |
|                                    | Orange | 590–625 | 508–480 |
|                                    | Gul | 565–590 | 531–508 |
|                                    | Grön | 520–565 | 577–531 |
|                                    | Cyan * | 500–520 | 600–577 |
|                                    | Blå * | 435–500 | 690–600 |
|                                    | Violett | 380–435 | 789–690 |
|                                    | | | |
| *                                  | Newtons sjudelade spektrum inkluderade ”blått” och ”indigo”, som kan ha motsvarat ”cyan” respektive ”blått” i tabellen. | Newtons sjudelade spektrum inkluderade ”blått” och ”indigo”, som kan ha motsvarat ”cyan” respektive ”blått” i tabellen. | Newtons sjudelade spektrum inkluderade ”blått” och ”indigo”, som kan ha motsvarat ”cyan” respektive ”blått” i tabellen. |

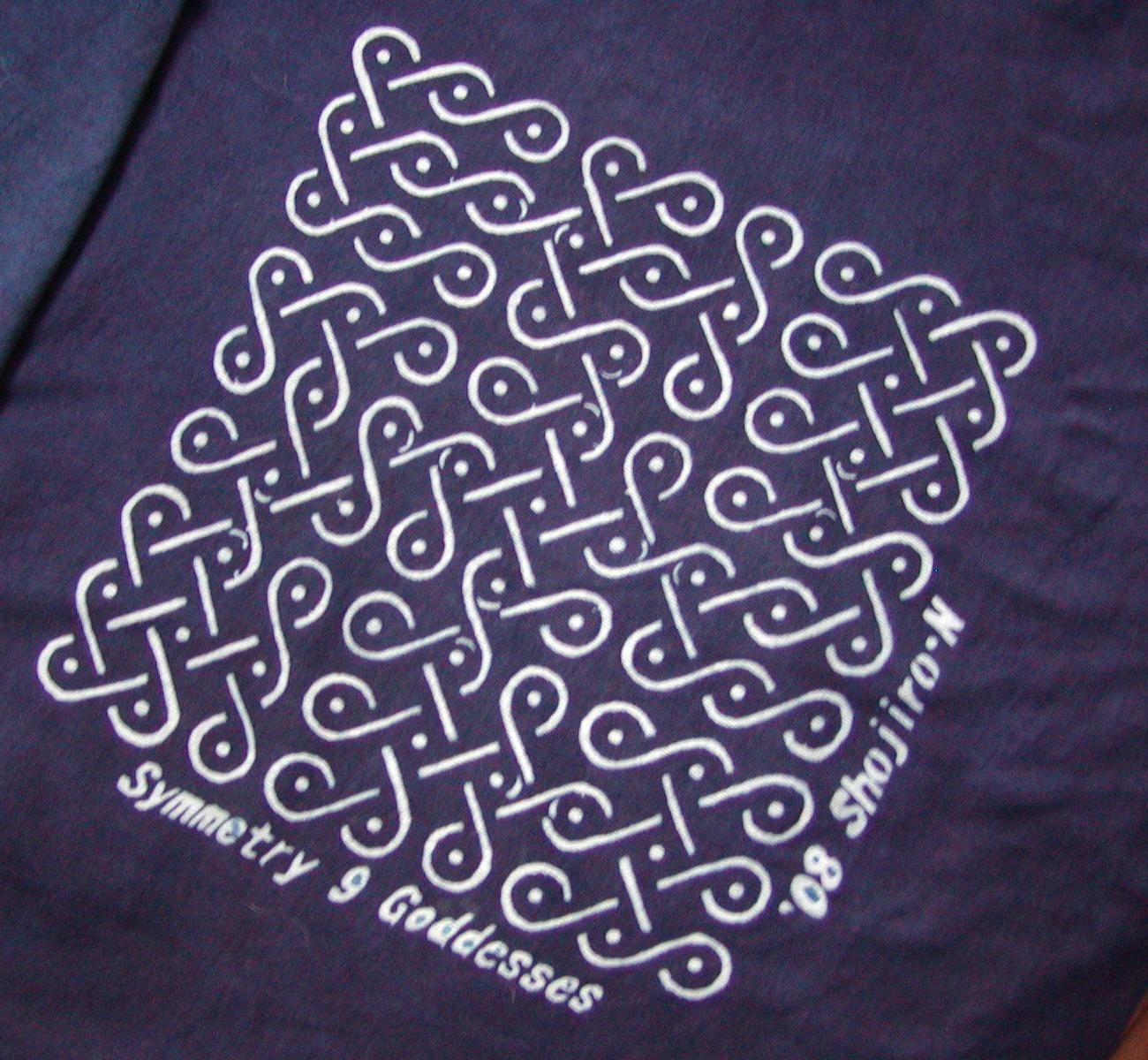
Tyg färgat med färgämnet indigo

Indigo är en av de traditionella sju spektralfärgerna, placerad mellan blått och violett. Färgen har fått sitt namn från växten indigo, som har utgjort råvara för ett färgämne för att färga bland annat textilier i olika blå toner.  Ordet indigo finns belagt i svenskan sedan 1600-talet och härleds från latinets indicum, det indiska.
Spektralfärgerna specificerades av Isaac Newton när han bröt solljuset genom ett prisma. Hans resultat publicerades 1704 i Opticks. Idag anger vissa källor ett spektrum med sju färger där man tagit bort den ursprungliga indigo och i stället lagt till cyan (mellan blått och grönt). Detta bygger på antagandet att Newtons färg "indigo" skulle motsvara det vi idag kallar blått, medan Newtons "blå" idag skulle kallas blågrön eller cyan. Oavsett färgernas namn varierar våglängdsangivelserna för respektive färgområde  mellan olika källor, ett exempel visas i rutan härintill. 
Precis vilken blå färg som ska avses med indigo är alltså oklart, och webbfärgen indigo är något mer violett än den färg som vanligen blir resultatet av färgning med färgämnet indigo. Webbfärgens koordinater visas i rutan härintill.
Grundämnet indium är namngivet efter färgen.